# الحظيرة (فلم)
الحظيرة (بالإنجليزية: Barnyard (بارنييارد)) هو فيلم رسوم متحركة مرسوم بواسطة الحاسوب
من إنتاج أفلام نيكولوديون وأفلام باراماونت, صدر بتاريخ 4 أغسطس، 2006. وهو من إخراج ستيف اويديكيرك الذي شارك في كتابة النص الرئيسي.
هذا الفيلم ثلاثي الأبعاد، كما أن القصة مضحكة ومثيرة للإعجاب

## الأداء الصوتي
كيفن جيمس أوتيس البقرة
كورتني كوكس أركيت ديزي البقرة الحامل الصفراء
سام إليوت بين أب أوتيس
داني غلوفر مايلز الحمار
آندي ماكدويل إيتا الدجاجة
واندا سايكس بيزي البقرة الحامل البنية

## وصلات خارجية
- مقالات تستعمل روابط فنية بلا صلة مع ويكي بيانات